# Conselho Leonino
O Conselho Leonino foi um órgão social do Sporting Clube de Portugal, independente da direção do clube, desempenhando uma função consultiva. Criado em 1968, por altura da elaboração dos nonos Estatutos do Clube, vindo substituir o Conselho Geral e o Conselho dos Presidentes. Na altura ficou com a competência de indicar os Presidentes da Assembleia Geral, da Direcção e do Conselho Fiscal. 
Em 1989 o Conselho Leonino foi transformado num órgão consultivo, retirando-lhe os seus principais poderes e reduzindo para trinta o número de sócios componentes.
Nos Estatutos de 1996 foram novamente ampliadas as competências do Conselho Leonino e aumentado o número de sócios componentes deste órgão, que voltou a ter um peso importante dentro do Sporting Clube de Portugal, mantendo-se no entanto na condição de órgão consultivo.
Competia-lhe observar o cumprimento dos Estatutos, tomar conhecimento da proposta de orçamento anual, relatórios de gestão e contas em exercício, bem como desempenhar as funções que lhe fossem incumbidas pela Assembleia-Geral.
O Conselho Leonino era composto pelos seguintes membros:
- Presidentes e Vice-Presidentes da Mesa da Assembleia-Geral do atual e do anterior exercício
- Presidentes e Vice-Presidentes do Conselho Directivo do atual e do anterior exercício
- Presidentes e Vice-Presidentes do Conselho Fiscal do atual e do anterior exercício
- Por cinquenta sócios efetivos eleitos pelos associados na Assembleia-Geral Eleitoral
- Pelo sócio nº1 do Sporting Clube de Portugal
- Presidentes dos Grupos Cinquentenário, Stromp e Leões de Portugal em exercício.

Na Assembleia-Geral de 17 de Fevereiro de 2018 este órgão foi extinto, no âmbito de uma proposta de alteração de estatutos apresentada pela direção de Bruno de Carvalho, tendo a mesma sido aprovada com 87,3% dos votos.
Em seu lugar foi criado um conselho estratégico com a mesma designação, de aconselhamento ao Presidente do Conselho Directivo, sendo composto por um máximo de 15 pessoas, podendo ser criado e extinto livremente pelo próprio.